# Unione dei Liberali di Lituania
L'Unione dei Liberali di Lituania (in lituano: Lietuvos Liberalų Sąjunga - LLS) è stato un partito politico lituano di orientamento liberale fondato nel 1990.
Nel 2003 ha dato vita, insieme all'Unione di Centro di Lituania, ad una nuova formazione politica, l'Unione dei Liberali e di Centro.

## Risultati elettorali
| Elezione          | Voti    | %     | Seggi    |
| ----------------- | ------- | ----- | -------- |
| Parlamentari 1992 | 28.091  | 1,51  | 0 / 141  |
| Parlamentari 1996 | 25.279  | 1,93  | 1 / 141  |
| Parlamentari 2000 | 253.823 | 17,25 | 34 / 141 |
| 1.                |         |       |          |

| Controllo di autorità | VIAF (EN) 8875154260672524480007 |